# سلطنة آل راشد
سلطنة آل راشد أو إمارة بني قحطان كان تمركز السلطنة في تريم أسسها قحطان بن العوم عام 400 هـ. ونشأتها كانت بعد انهيار حكم الإمامة الاباضية أو الخلافة الاباضية في حضرموت وكانت غرب اليمن في تلك الفترة تحت حكم بنو نجاح في تهامة والصليحيون في صنعاء.
وآل راشد هؤلاء هم أبناء عمومة لبني الدغار الهزيليين سلاطين شبام. وهي إحدى ثلاث دويلات أتت في حضرموت على أنقاض دولة الإباضية (آل إقبال - آل راشد - آل الدغار). وهي دولة سنيّة تأخذ بمذهب الشافعي في الفروع وبمذهب الأشعري في العقيدة فهي مخالفة للإباضية مذهبا وسياسة. ومن أشهر سلاطين هذه الإمارة السلطان عبد الله بن راشد المتوفى سنة 616 هـ الذي نُسب إليه وادي ابن راشد وادي حضرموت الرئيسي. ومن تقاليدهم أنهم يدفنون موتاهم في صناديق تعظيمًا لهم. ولهم مقبرة خاصة بقارة أبي جرش بتريم وتحتها مقبرة أخرى تدعى ديار الحجم، وهاتان المقبرتان قد طمستا الآن وليستا من مقابر تريم المشهورة اليوم.

## الدول والإمارات المعاصرة لها

### الدولة الصليحيةباليمن
ظهرت بعد سقوط دولة بني زياد سنة 402 هـ. وقد تأسست على يد الداعية الفاطمي علي بن محمد الصليحي بعد أن أظهر دعوته باليمن للخلافة الفاطمية، فقد قُتل الداعية الصليحي سنة 459 هـ كما أن الدولة الصليحية بقيت باليمن إلى أثناء القرن السادس الهجري.

### إمارة بني الدغاربشبام
بنو الدغار هم أبناء عمومة لبني راشد، ومن أبرز عائلاتهم آل النعمان الذين قاتلهم السلطان عبد الله بن راشد. ومن أبرزهم راشد بن أحمد بن النعمان الذي شق عصا الطاعة ودخل تريم بعد سنوات من ولاية السلطان عبد الله وهو غائب عنها، واتفق مع آل حضرموت الداخل على مبايعته ضمن دائرة الشريعة المحمدية، ولكن لم تطل مدته أكثر من عام واحد حتى قُتل سنة 605 هـ، وبعدها قبض السلطان ابن راشد على زمام الأمور من جديد، وكان ذلك بمساعدة بعض قبائل الوادي ومنهم بنو الحارث وبنو حرام.

### إمارة آل إقبالبالشحر
ويقال لهم أيضًا آل فارس، فقد استولوا على الشحر وحاولوا الاستيلاء على كثير من المقاطعات الحضرمية الأخرى، ولكن الحروب التي تقع فيما بينهم وبين غيرهم من العشائر كانت سببا مباشرًا في عدم استمرار سلطتهم فلم تقم لهم قائمة لمدة طويلة متصلة.

### الدولة الأيوبية
استولى الأيوبيون على اليمن سنة 569 هـ بقيادة توران شاه شقيق صلاح الدين الأيوبي. فأرسل توران قوة على حضرموت حوالي سنة 575 هـ بقيادة عثمان الزنجبيلي ومعه بعض الجيش الذي أخضع به اليمن، وأكثره من الغز، فاحتل الشحر واستمر في تقدمه وتوسعه يفتح ويستولي. وقد قاوم آل راشد الزنجبيلي فاعترضوه بجيش منهم ومن القبائل الموالية لهم، وأسفرت المعركة عن تقدم الزنجبيلي. وبعدها وبعد أن تم استيلاؤه على حضرموت عاد إلى اليمن وترك أخاه الأسود أو سويد نائبا عنه، وأبقى آل راشد على ملكهم ولكن تحت سلطته ليؤدوا له الخَرَاج وينفذوا أوامره، فلم يرقهم ذلك وخلعوا طاعته.
بعد أن بلغ الزنجبيلي ذلك جهز قوة أخرى أخضع بها آل راشد وأسر السلطان عبد الله بن راشد وأخاه أحمد، وأُرسلا إلى عدن. وفي سنة 576 هـ، ألقى القبض على كل من أبيه وأخيه شجعنة، ثم أطلقوا في العام نفسه. وكان من نتائج هذه الحملة أن قتلت كثيرا من علماء تريم متهمة إياهم بأنهم المحرضون لآل راشد على خلع الطاعة، ومن أبرزهم الشيخان يحيى وأحمد ابنا سالم بن أبي اكدر.

### الدولة الحبوظيةبظفار
أسرة آل الحبوظي سلاطين ظفار بعد المنجويين، وينتمي إليهم السلطان سالم بن إدريس الحبوظي الذي استولى على أكثر مدن حضرموت من سنة 673 هـ إلى سنة 677 هـ، إذ بدأ ذلك بشراء مدينة شبام، وهاجم منها المدن والقرى الحضرمية في الداخل، واستصعبت عليه تريم فضرب عليها الحصار ولكن لم يفز بها. ثم هاجم الشحر، وبها الغز التابع للدولة الرسولية آنذاك، فهزموه وانتهى به المطاف بالرجوع إلى ظفار.

### الدولة الرسولية
التي أعلنت استقلالها عن الدولة الأيوبية سنة 630 هـ. وكان من ملوك الرسوليين الملك المظفر يوسف بن عمر الرسولي الذي أغار على السلطان سالم الحبوظي في مقر سلطته فقتله واستولى على بلاده وألقى القبض على أفراد أسرته. وذلك سنة 678 هـ بعد حرب نشبت بين الطرفين في ظفار. ثم استولى على حضرموت في السنة نفسها.